# Silakkhandha Vagga
 (février 2025).
Le Silakkhandha Vagga (Pâli; en français « Section relative à l'éthique ») est une partie du Dīgha Nikāya, un ensemble de textes bouddhiques aussi appelé Recueil des longs discours. 

## Signification du nom
Silakkhandha = élément de la morale; et Vagga = section.

## Contenu
Cet ensemble (dont la traduction en anglais a été publiée par la Pali Text Society en 1899 sous le titre Dialogues of the Buddha) comprend les treize discours suivants :
1. Le filet divin: (Brahmajâla / Brahma = dieu Brahma, jâla = filet)
Ce discours rapporte une dispute entre Suppiya, ascète errant, et son élève Brahmadatta, où l'enseignant diffame le Bouddha Shakyamuni, la loi (dharma) et la communauté (sangha) alors que l'élève leur rend hommage. Dans ces deux cas spécifiques, le Bouddha recommandait à ses disciples de chasser le ressentiment, car ça ne pourrait que leur être nuisibles sur le plan spirituel. De même, il leur conseillait de ne pas ressentir de plaisir aux louanges envers les Trois Trésors, car cela pourrait se révéler un obstacle pour eux sur la Voie. Le Bouddha dit de plus qu'il connaît toutes les vues fausses ainsi que la destination qui attendait ceux qui avaient ces vues. Il donne alors une analyse détaillée de toutes ces vues fausses et fait remarquer qu'elles prennent leur source dans les sensations par l'intermédiaire des six sens. Tous ceux et celles qui, connaissant, telle qu'elle est réellement, l'origine des six sens, leur aspect plaisant, leur danger et la façon de leur échapper réalise les perfections. Tous les ascètes et les religieux soutenant ces soixante-deux catégories de vues fausses sont pris dans le filet de ce discours, tout comme le sont les poissons dans le filet d'un habile pêcheur.
2. Les fruits de la vie contemplative: (Samannaphala / Samanna = ascète, phala = fruit)
Le Roi Ajatasattu demande au Bouddha : « Quels sont les fruits de la vie contemplative, de manière évidente dans cette vie ? ». Le Bouddha répond en peignant un portrait complet du chemin de la formation bouddhiste, illustrant chaque étape de la discipline avec des comparaisons claires.
3. Discours à Ambatta : (Ambatta Sutra / sutra = discours)
Ambatta, jeune disciple de Pokkharasâti, le savant prêtre, est envoyé par son maître vérifier si Gotama est un authentique Bouddha doté des trente-deux caractéristiques d'un grand homme. Son comportement insolent, s'ennorgueillissant de sa naissance en tant que la caste des religieux, amène le Bouddha à le soumettre en lui prouvant qu'un souverain est en fait supérieur à un prêtre. Le Bouddha explique en plus que la noblesse dans l'homme ne provient pas de la naissance, mais de sa perfection dans les trois catégories de moralité, la réalisation dans les quatre méditations, et les accomplissements dans les huit sortes de connaissance supérieure.
4. Discours à Sonadanda (Sonadanda Sutra)
5. Discours à Kûtadanta (Kûtadanta Sutra)
6. Discours à Mahali (Mahali Sutra)
7. Discours à Jaliya (Jaliya Sutra)
8. Le grand cri du lion (Mahâsîhanada)
9. Discours à Potthapada : (Potthapada Sutra / sutra = discours)
L’ascète errant Potthapada apporte au Bouddha un embrouillement de questions au sujet de la nature de la perception. Le Bouddha éclaircit le sujet en passant en revue les principes fondamentaux de la méditation sur la concentration et en montrant comment elle peut mener à la cessation final de la perception.
10. Discours à Subha (Subha sutra) 
11. Discours à Kevatta : (Kevatta Sutta / sutra = discours)
Ce discours explore le rôle des miracles et des conversations avec les êtres célestes comme base possible pour la foi et la croyance. Le Bouddha ne nie pas la réalité de telles expériences merveilleuses, mais il précise, que de tous les miracles possibles, le seul fiable est le miracle de l'instruction dans la formation appropriée de l'esprit. Quant aux êtres merveilleux, ils sont sujets à l'avarice, à la colère, et aux désillusions, et ainsi l'information qu'ils fournissent particulièrement en ce qui concerne le miracle de l'instruction n'est pas nécessairement digne de confiance. Ainsi la seule base valide pour la foi est l'instruction qui, une fois suivie, provoque la fin de ses propres souillures mentales.
12. Discours à Lohicca : (Lohicca Sutra / sutra = discours)
Quelques bonnes questions posées par un non-bouddhiste. Si le Dharma est quelque chose qu'on doit réaliser par soi même, alors qu'en est-il du rôle d'un professeur ? N'y a-t-il pas des professeurs qui méritent une certaine sorte de critique ? La réponse du Bouddha inclut un sommaire rapide du chemin entier de la pratique.
13 - Deux jeunes brâhmanes (Tevijja sutra; littéralement « trois sciences »)

#### Traductions
- (en) Dialogues of the Buddha  (trad. from the pali by T.W. Rhys Davids), Oxford, Oxford University Press, 1899 (réimpr. Delhi, D.K. Publishers, s.d.), xxxvii + 330 p. (lire en ligne)
- Môhan Wijayaratna, Les entretiens du Bouddha, Paris, Seuil, coll. « Points / Sagesses », 2001, 264 p. (ISBN 978-2-020-47553-2), p. 95-114 (Sonadanda); p. 133-162 (Kûtadanta)
- Môhan Wijayaratna, Sermons du Bouddha, Paris, Seuil, coll. « Points / Sagesses », 2006, 246 p. (ISBN 978-2-020-81572-7), p. 139-162 (Tevijja)

#### Études
- (en) G. A. Somaratne, « The Suttas as Literary Genre: A Study of the Sīlakkhandhavagga », dans Bimalendra KUMAR & Ujjwal KUMAR (Eds.), Pariyatti. Studies in Pâli Language and Literature, New Delhi, Aditya Prakashan, 2017 (ISBN 978-8-177-42163-7, lire en ligne), p. 87-110